# Emmauskirche (Leipzig)

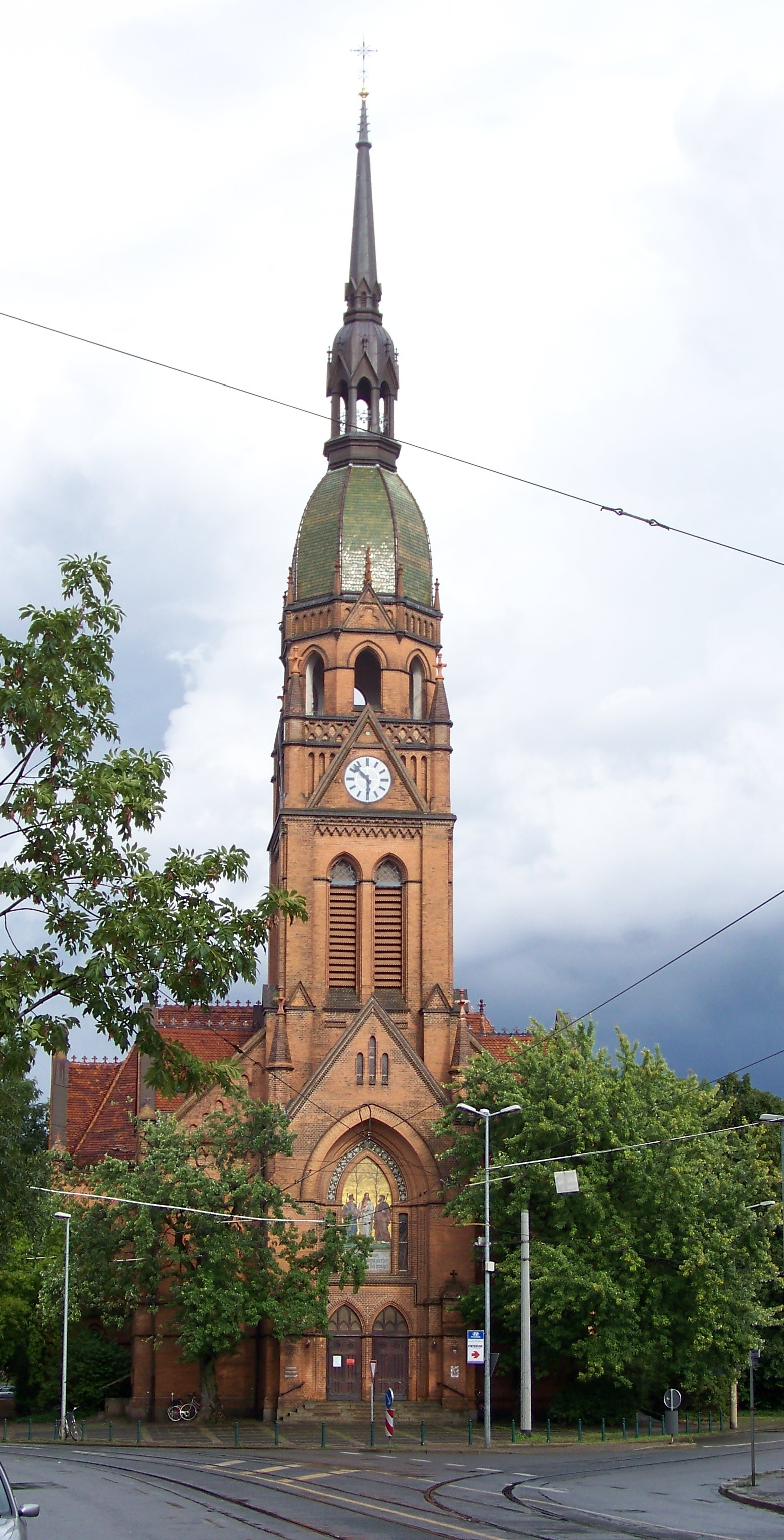
Die Emmauskirche in Leipzig-Sellerhausen

Die Emmauskirche ist eine evangelisch-lutherische Kirche im Osten der Stadt Leipzig, im Ortsteil Sellerhausen, an der Emmausstraße. Sie wurde von 1898 bis 1900 erbaut und steht unter Denkmalschutz. Mit ihrem markanten, 66 Meter hohen Kirchturm prägt sie maßgeblich das Stadtbild.

## Geschichte
Das Gotteshaus entstand, nachdem 1892 die evangelisch-lutherische Kirchengemeinde Leipzig-Sellerhausen aufgrund der aus der Kirchengemeinde Schönefeld ausgepfarrt und damit selbständig geworden war.
Erster Spatenstich war am 27. Juni 1898, Grundsteinlegung am 11. September 1898, Richtfest am 10. September 1899 und Kirchweihtag am 25. März 1900.

## Architektur und Ausstattung

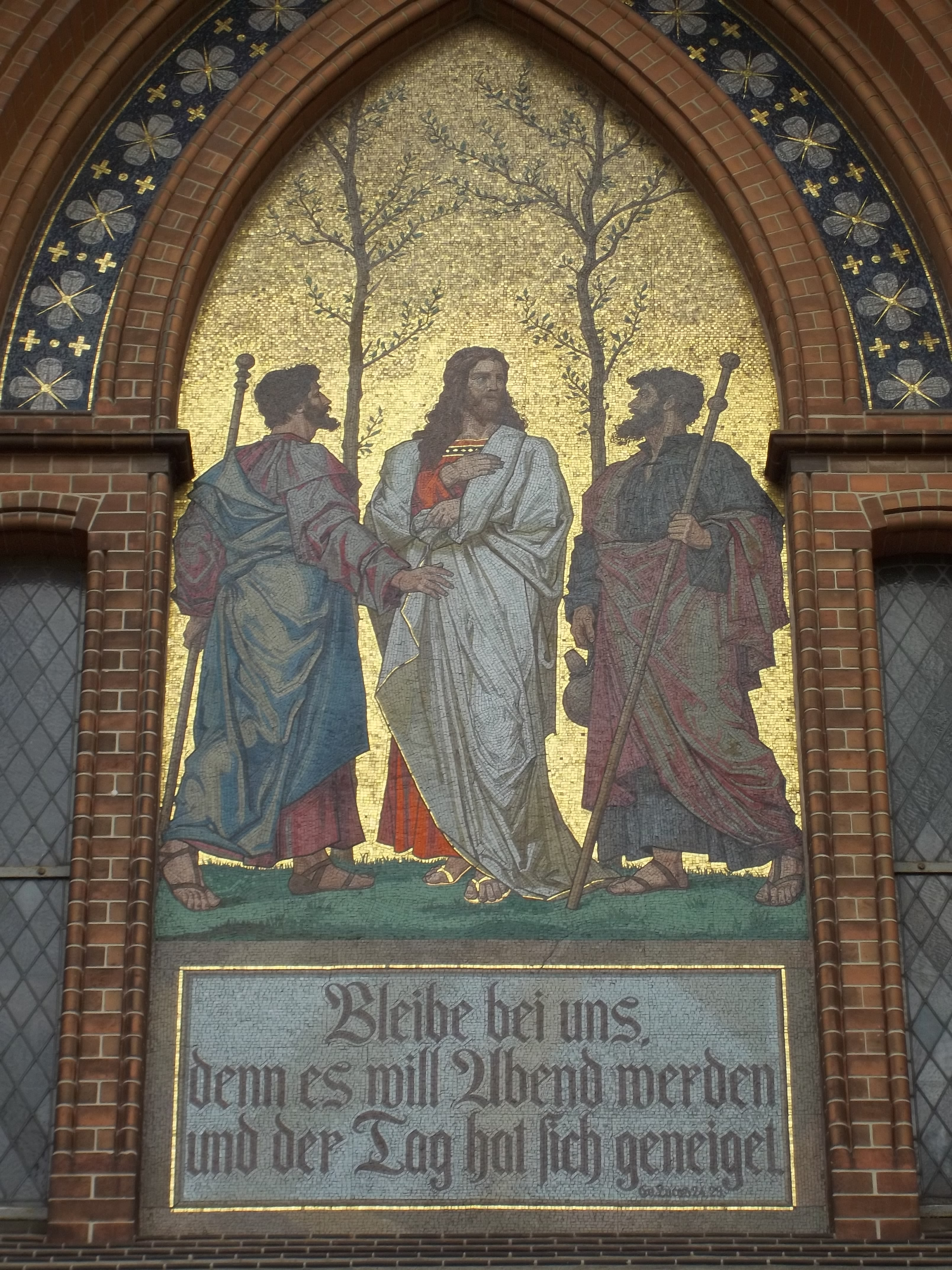
Bild und Bibelvers über dem Hauptportal der Emmauskirche Sellerhausen

Die Emmauskirche wurde nach Entwurf des Leipziger Architekten Paul Lange im Stil des Historismus errichtet, die Architektur zeigt sowohl Stilelemente der Neugotik als auch des Neobarock.
Die einschiffige Kirche ist ein Mauerwerksbau mit einer Fassade in terrakottafarbenen Ullersdorfer Klinkern, dessen Grundriss dem Zentralbaugedanken folgt. Besonders auffällig ist der 66 Meter hohe Turm mit dem neobarocken oktogonalen Turmhelm, der mit gelbgrünlichen, glasierten Dachziegeln gedeckt ist und einen laternenartigen Aufsatz trägt. Die Turmfahne trägt die Jahreszahlen 1900 für das Weihejahr der Kirche und 1996 für den Abschluss der Sanierungsarbeiten.
Besonderer Blickpunkt ist das Hauptportal an der Westseite mit Außentreppe und zwei Türen, darüber das großformatige, farbige Mosaik mit dem Bibelzitat „Bleibe bei uns, denn es will Abend werden und der Tag hat sich geneiget“ – die an Jesus gerichtete Bitte der Emmaus-Jünger (Lk 24,29 ).
Den Altarraum überspannt ein großer Bogen mit dem Bibelwort „Siehe, Ich bin bei euch alle Tage bis an der Welt Ende“ (Mt 28,20 ). Fünf farbig verglaste Fenster im Chor lassen Tageslicht in den Innenraum.
Am höchsten Punkt des Deckengewölbes laufen die Gewölberippen auf einen zentralen Ring zu. Der ist blau wie der Himmel, mit einem Kreuz versehen und von Strahlen umkränzt – und weist so auf das Göttliche hin. An Wand, Decke und Säulen gibt es dezent florale Schmuck-Elemente wie weiße Blätter, farbige Blüten und vergoldete Früchte.
Die Mehrzahl der Kirchenfenster ist aus bleigefassten Einzelscheiben mit bildkünstlerischer Gestaltung gefertigt, weitere Fenster – etwa aus der Anstalt für Glasmalerei Urban & Goller Dresden – sind großflächig mit Bildkunst gestaltet.
Zwischen Vorhalle und Kirchenschiff wurde 1927 ein Durchgangsraum abgetrennt für die Nutzung als Winterkirche und kleinere Veranstaltungen. Beim Umbau in den 1970er Jahren wurde die Wand zum Kirchenschiff versetzt, um mehr Platz zu gewinnen. Seitdem gehören nun zwei Säulen und zwei Pfeiler zu diesem größeren Saal und bereichern dessen Optik.
Ebenfalls in den 1970er Jahren wurde von Kirchenbänken, Orgelprospekt, Brüstungen und anderen Holzteilen die dunkle Farbe entfernt. Der helle, warme Ton des freigelegten Holzes trug wesentlich zur Helligkeit und Weite des Raumes bei.
Umbau und Sanierung

Nachdem die Kirche den Zweiten Weltkrieg ohne größere Schäden überstanden hatte, wurde sie von 1971 bis 1981 unter weitgehender Wahrung der historischen Substanz zum Gemeindezentrum umgestaltet. Dabei entstanden unter den Emporen und im Turm Räume, die für das vielseitige Gemeindeleben nötig sind. 1993–1994 erfolgte die Sanierung des Kirchturms, die Außensanierung der Kirche erfolgte von 1993 bis 1999 sowie von 2020 bis 2022.
2019 wurde der Gemeindesaal in der Emmauskirche saniert.

## Orgel
Die Orgel schuf im Jahr 1900 Richard Kreutzbach (1839–1903) aus Borna. Sie hatte 32 Register auf zwei Manualen  und Pedal mit pneumatischer Traktur und rund 2500 Orgelpfeifen. Im Ersten Weltkrieg mussten ihre Zinnpfeifen als Metallspende abgegeben werden. Sie wurden 1927 durch Prospektpfeifen aus Zink von der Orgelbaufirma Julius Jahn & Sohn aus Dresden ersetzt, auch kam ein Register hinzu.
1937 schuf die Orgelbaumeister Alfred Schmeisser aus Rochlitz einen neuen Spieltisch an der Emporenbrüstung und baute eine elektro-pneumatische Traktur ein. Die Orgel wurde umdisponiert mit nun 33 Registern (8-6-11-8), drei Manualen und Pedal. 1980 wurde der Spieltisch fahrbar gestaltet. 1983 wurde die Orgel grundlegend repariert und intoniert, 1999 gereinigt und nachintoniert. Sie erklingt regelmäßig zu Gottesdiensten und Konzerten.
Im Jahr 2017 wurde sie von Orgelbauer Gerd-Christian Bochmann (* 1943) aus Kohren-Sahlis generalüberholt. Die Orgel hat gegenwärtig (Stand 2018) folgende Disposition:
| I. Manual C–  |       |
| Prinzipal     | 8′    |
| Rohrflöte     | 8′    |
| Oktave        | 4′    |
| Blockflöte    | 4′    |
| Spitznasat    | 2 ⁄3′ |
| Octave        | 2′    |
| Cornett II-IV |       |
| Mixtur IV     |       |

| II. Manual C– |       |
| Gedackt       | 8′    |
| Prästant      | 4′    |
| Flachflöte    | 2′    |
| Quinte        | 1 ⁄3′ |
| Scharf III    |       |
| Krummhorn     | 8′    |

| III. Manual C–  |       |
| Gedackt         | 16′   |
| Geigenprinzipal | 8′    |
| Soloflöte       | 8′    |
| Schwebung       | 8′    |
| Oktave          | 4′    |
| Querpfeife      | 4′    |
| Rohrnasat       | 2 ⁄3′ |
| Nachthorn       | 2′    |
| Terzflöte       | 1 ⁄3′ |
| Schwiegel       | 1′    |
| Trompete        | 8′    |

| Pedal C–     |     |
| Prinzipalbaß | 16′ |
| Subbaß       | 16’ |
| Flötenbaß    | 8′  |
| Oktavbaß     | 4′  |
| Choralflöte  | 1′  |
| Posaune      | 16′ |
| Trompete     | 8′  |
| Clarine      | 2′  |

- Spieltraktur: kombiniert, Art der Windladen: Kegellade, Registertraktur: kombiniert, Temperierung: gleichstufig, Stimmtonhöhe: 440 Hz
- Koppeln: Normalkoppeln, Crescendo, Schweller, Setzeranlage Heuss

## Glocken
Ursprünglich gab es drei Bronze-Kirchenglocken als C-Dur-Geläut mit einem Gewicht von mehr als dreieinhalb Tonnen, gegossen von der Firma G. A. Jauck in Leipzig – die Glockenweihe war am 3. Dezember 1899. Am 3. Juni 1917 läuteten sie letztmals zusammen: die mittlere und die große Glocke mussten als Rohstoff-Glockenspende abgegeben werden; sie wurden dafür im Kirchturm zerschlagen und die Gemeinde mit 10.500 Mark entschädigt. Die kleine Glocke wurde 1924 an die Kirchgemeinde Paunsdorf verkauft.
An ihre Stelle kamen drei Eisenhartgussglocken, gegossen 1923 von Schilling & Lattermann. Das Es-Dur-Geläut wiegt 3,5 Tonnen; es wurde am 24. Februar 1924 in den Turm eingehoben. Der Dreiklang des Geläutes besteht aus den Tönen es′, g′ und b′. Seit 1929 gibt es ein elektrisches Läutewerk.

## Uhrwerk
Seit der Kirchweihe verrichtet ein mechanisches, regelmäßig gepflegtes Uhrwerk eines Unternehmens aus Leipzig seinen Dienst und sorgt für die richtige Uhrzeit auf allen vier Zifferblättern der Kirchturm-Uhr.

## Bilder

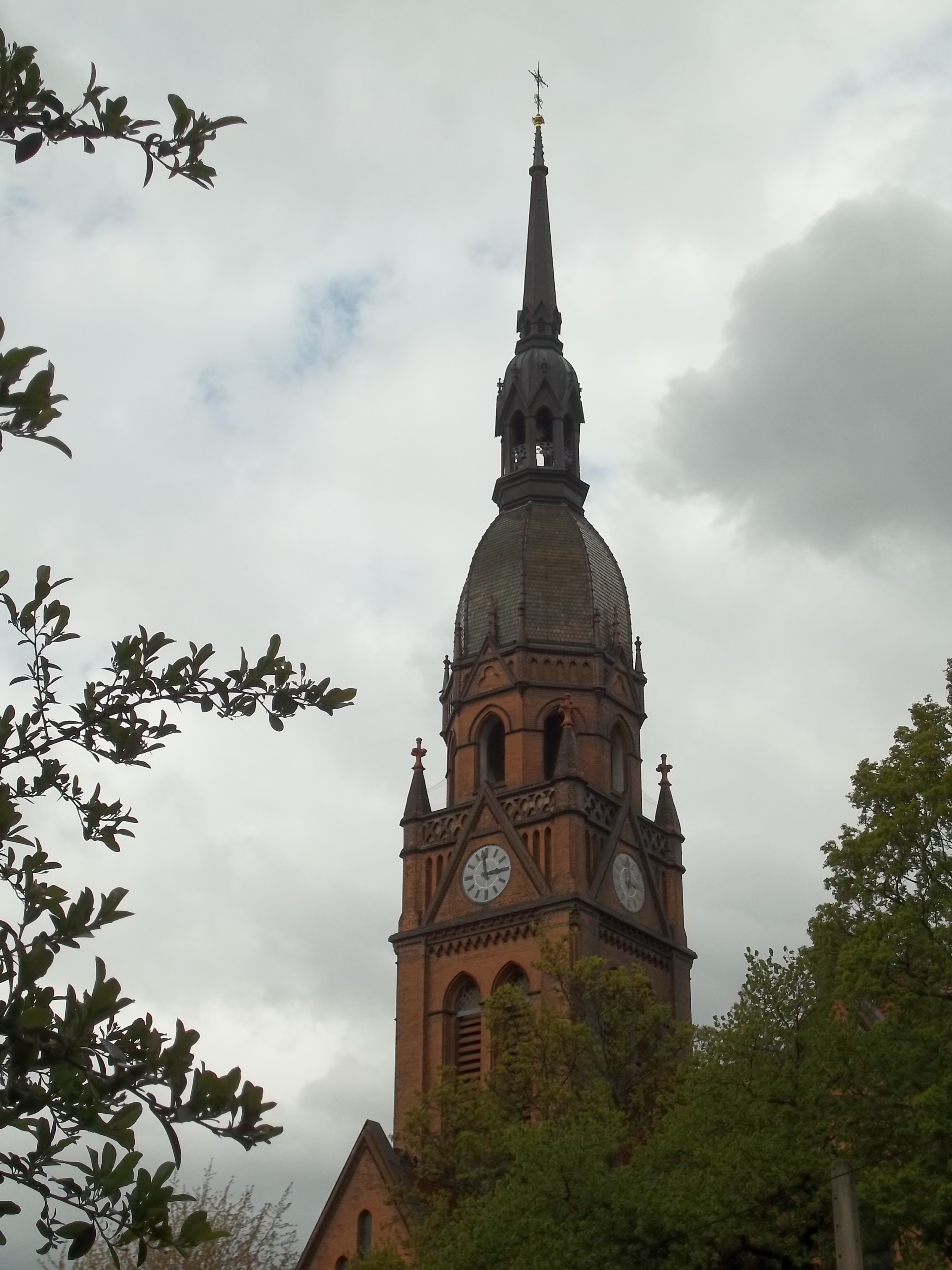
Der Kirchturm (Nord-Ansicht)
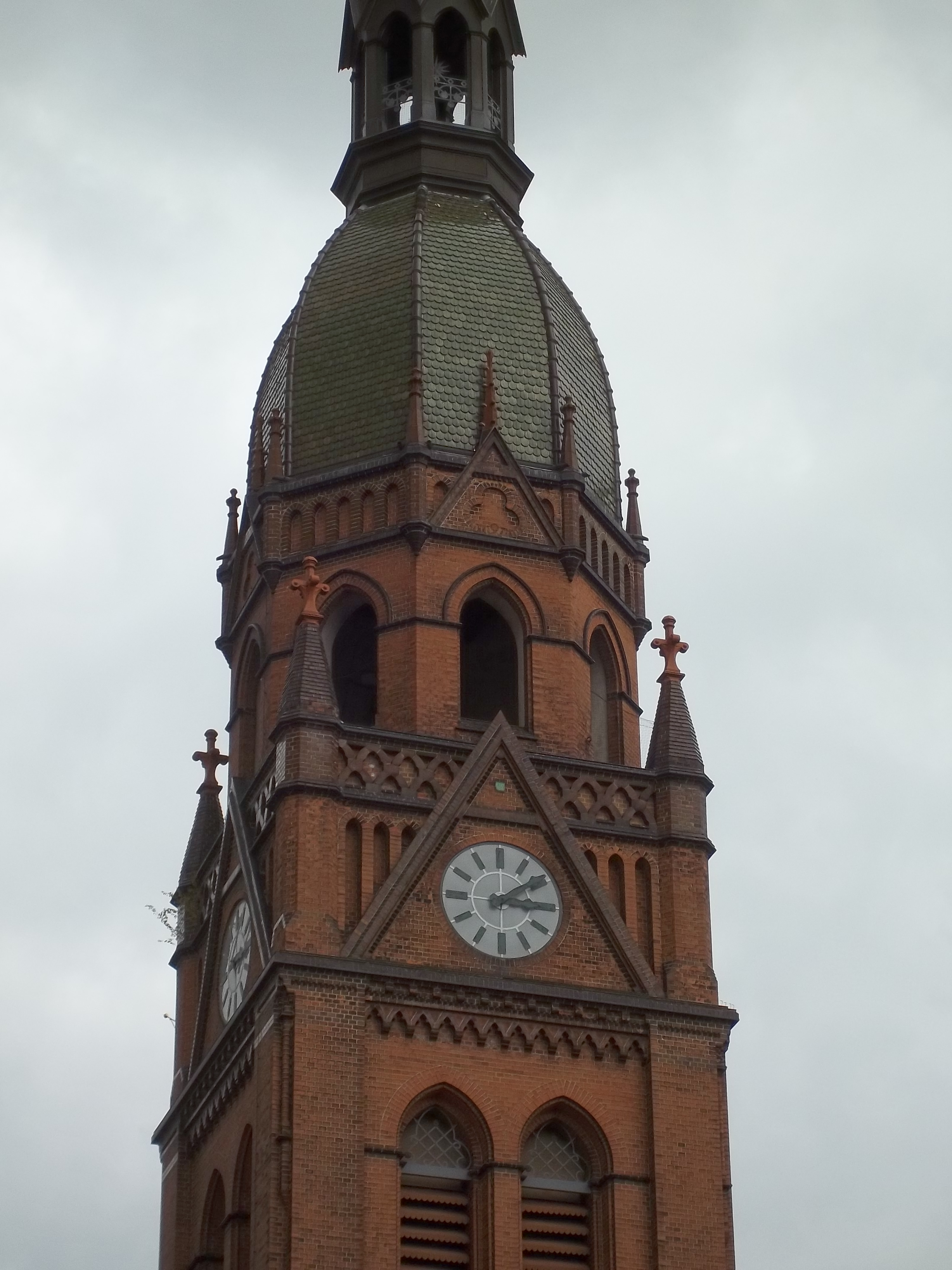
Kirchturm-Uhr und Laterne
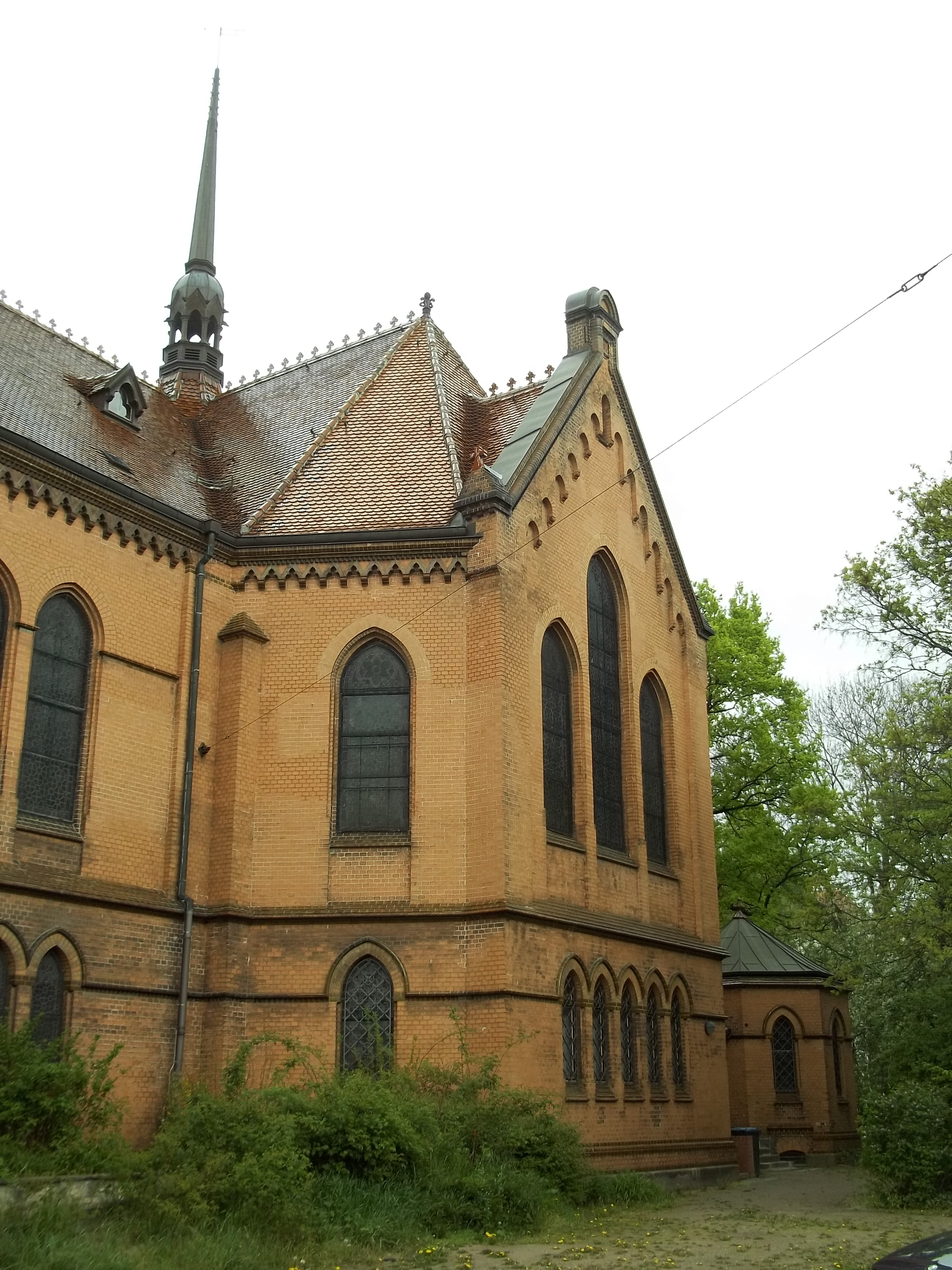
Nördlicher Seitenflügel der Emmauskirche Leipzig-Sellerhausen
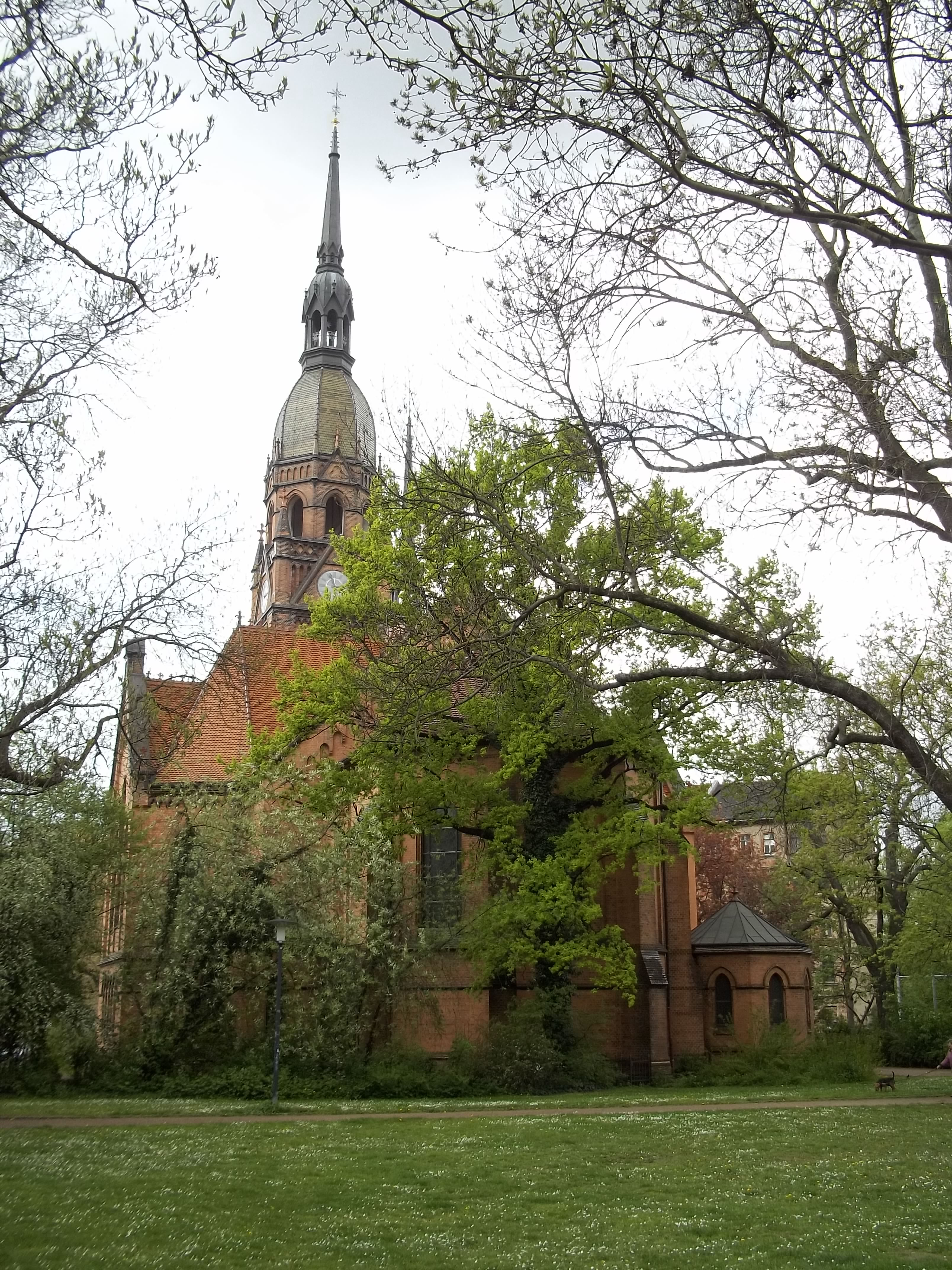
Blick auf die Emmauskirche, bevor Frühlingsgrün die Sicht versperrt

## Pfarrer
Pfarrer der Emmauskirche (1. Stelle)
| - 1892: Mehner, Udo Bruno - 1906: Uhlig, Friedrich Ludwig *Ewald - 1907: Krömer, *Otto Emil - 1913: Thomas, Johann *Georg Albert - 1929: Lotsch, Wilhelm Louis Emil - 1930: Weber, Alfred Theodor | - 1936: Küttler, *Karl Paul - 1936: Wenke, *Horst Ernst Edgar - 1956: Böttger, Siegfried - 1968: Glass, Johannes - 1976: Koenitz, Dietmar - 1988–2006: Kunze, Martin |

## Varia
- Im Jahr 2011 wurde der Förderverein Denkmal Emmauskirche Leipzig e. V. gegründet.
- Einzelnen Gemeindegliedern gelang es Anfang der 1980er Jahre, ihre freiwilligen Arbeitsstunden in der Emmauskirche bei ihren Betrieben als NAW-Leistung (NAW = Nationales Aufbauwerk) anerkennen zu lassen. Das führte zu dem für die DDR außergewöhnlichen Umstand, dass im Mai 1981 der Emmausgemeinde vom Nationalrat der Nationalen Front der DDR die Ehrenmedaille Schöner unsere Städte und Gemeinden verliehen wurde – zusammen mit einer Prämie von 100 DDR-Mark.[9]